# Casa d'Àngel Rabadà
La Casa d'Àngel Rabadà és una obra modernista de Tarragona protegida com a Bé Cultural d'Interès Local.

## Descripció
Edifici entre mitgeres, de planta baixa i dos pisos d'alçada. Obra modernista, utilitza en la seva ornamentació un llenguatge molt propi de l'arquitectura d'avantguarda europea, encara que hi ha detalls academicistes a la porta d'accés principal, com columnes i capitells. Els elements decoratius són de pedra. Acaba el segon pis amb una gran motllura i arcs rebaixats sobre les finestres dels costats.